# 8814 Rosseven
8814 Rosseven este un asteroid din centura principală de asteroizi.

## Descriere
8814 Rosseven este un asteroid din centura principală de asteroizi. A fost descoperit pe 1 decembrie 1983 la Stația Anderson Mesa de Edward L. G. Bowell. El prezintă o orbită caracterizată de o semiaxă mare de 3,17 ua, o excentricitate de 0,17 și o înclinație de 4,8° în raport cu ecliptica.